# Werner Anzill
Werner Anzill (* 19. April 1940) ist ein ehemaliger deutscher Fußballspieler.

## Karriere
Der Amateurfußballer Werner Anzill kam zur Saison 1961/62 vom oberbayerischen TuS Raubling zum TSV 1860 München in die Fußball-Oberliga Süd. Unter dem neuen Trainer Max Merkel kam der Offensivspieler in seiner Debütrunde in der Oberliga neben der sportlich starken Konkurrenz durch Alfred Heiß, Hans Rebele, Eckehard Feigenspan, Johann Auernhammer, Hans Küppers und Rudi Brunnenmeier auf 17 Einsätze und erzielte dabei fünf Tore. Die „Löwen“ belegten den siebten Rang. In seiner zweiten „Löwen“-Runde kam der Stürmer 1962/63 zu 16 Einsätzen für die „Weiß-Blauen“, in denen er drei Tore schoss. Er wurde mit dem TSV 1860 süddeutscher Meister 1963 und erreichte die Qualifikation für die neue Fußball-Bundesliga ab der Saison 1963/64. Als 1860 München am 30. Spieltag, den 28. April 1963, mit einem 2:0-Auswärtserfolg beim FC Bayern Hof die Meisterrunde beendete, erzielte Anzill in der siebten Minute die 1:0-Führung. Insgesamt kam er in den zwei Runden Oberliga auf 33 Rundeneinsätze und erzielte dabei acht Tore. In der letzten Endrunde um die deutsche Meisterschaft wurde er von Trainer Merkel am 22. Juni 1963 beim Auswärtsspiel gegen Borussia Dortmund eingesetzt. Bei der klaren 0:4-Niederlage setzte sich der „Löwen“-Angriff aus Heiß, Rebele, Brunnenmeier, Küppers und Werner Anzill zusammen. Er bestritt im November und im Dezember 1963 zwei Bundesligaspiele für den TSV 1860 München. Am 23. November bei der 2:5-Niederlage bei Eintracht Frankfurt und am 7. Dezember bei der 1:2-Heimniederlage gegen Hertha BSC stürmte er jeweils erfolglos am linken Flügel. Als die Münchner 1964 den DFB-Pokal gewannen, kam er aber in keinem Spiel der Hauptrunde zum Einsatz. Um wieder zu vermehrten Spieleinsätzen zu kommen, wechselte er zur Saison 1964/65 zum Freiburger FC in die Fußball-Regionalliga Süd, die damals die zweithöchste Spielklasse war.
Anzill konnte in Freiburg in den zwei Runden bis 1966 seine Torgefährlichkeit mit 36 Treffern – davon alleine in der Saison 1965/66 22 Tore – unter Beweis stellen, aber die Mannschaft vom Möslestadion konnte sich nicht in den vorderen Tabellenregionen platzieren. Er nahm deshalb zur Saison 1966/67 ein Angebot von Preußen Münster aus der Fußball-Regionalliga West an. In Münster waren zwar noch die ehemaligen Bundesligaakteure aus dem Startjahr 1963/64 – Klaus Bockisch, Herbert Eiteljörge, Dagmar Drewes und Hermann Lulka – am Ball, aber unter Trainer Povoslav Mihailovic kam trotz der weiteren Mitspieler wie Klaus Ackermann, Günter Augustat und Erwin Kostedde nicht mehr als der neunte Rang heraus. Anzill hat für Münster 28 Ligaspiele bestritten und dabei neun Tore erzielt. Nach nur einer Saison kehrte er 1967 wieder nach Freiburg zurück. Mit Trainer Bernd Oles und den Mitspielern Karl-Heinz Bente, Jürgen Billmann, Gert Fröhlich und Helmut Siebert eroberte er 1968/69 überraschend die Vizemeisterschaft im Süden und zog damit in die Bundesliga-Aufstiegsrunde ein.
In den acht Spielen in der Aufstiegsrunde 1969 gegen die Konkurrenten Hertha Zehlendorf, Rot-Weiß Oberhausen, VfB Lübeck und den SV Alsenborn verfehlte der FFC nur denkbar knapp den Bundesligaaufstieg. Punktgleich mit Aufsteiger Oberhausen mit jeweils 11:5 Zählern, entschied das bessere Torverhältnis für die Mannschaft vom Stadion Niederrhein. Anzill hatte in allen acht Partien mitgewirkt. Entscheidend waren die zwei Niederlagen gegen den Fritz Walter-Club aus Alsenborn, im Heimspiel mit 2:3 und in Ludwigshafen mit 0:2 Toren. Gegen Oberhausen gewann man das Heimspiel mit 3:1 Toren und erreichte am Schlusstag, den 25. Juni, ein 0:0 am Niederrhein.
Nach der Saison 1970/71 beendete Anzill nach insgesamt 203 Regionalligaeinsätzen mit 73 Toren – 175 Spiele mit 64 Toren für Freiburg – seine Karriere im Vertragsfußball und schloss sich in seiner bayerischen Heimat dem Amateurverein SpVgg Starnberg an, wo er 1974 seine Karriere beendete.